# Galerías Perinorte
Galerías Perinorte es un centro comercial del grupo Galerías, ubicado en el norte del Estado de México sobre la autopista México-Querétaro en la ciudad de Cuautitlán Izcalli, cuya colonia es Fraccionamiento Hacienda del Parque. 

## Historia
Fue una obra del arquitecto mexicano Manuel Rocha Díaz. Fue construido entre 1985 y 1990, e inaugurado en 1992. En dicha inauguración estuvo presente el grupo de música grupera Bronco. Además de las salas de cine y un supermercado de las tiendas Gigante, (Hoy Soriana Híper), su principal tienda fue la departamental «Fábricas de Francia», que en septiembre de 2011, pasó a convertirse en Liverpool. Lo anterior se debió a que la empresa mexicana El Puerto de Liverpool, decidió desaparecer la antedicha cadena.
Pertenece al grupo de centros comerciales Galerías, del cual también forma parte Perisur.